# Neivamyrmex walkerii
Neivamyrmex walkerii é uma espécie de formiga do gênero Neivamyrmex.